# Aquatic Sports Association of Malta
Aquatic Sports Association of Malta (kurz ASA of Malta; deutsch etwa: „Maltesischer Wassersport-Verband“) ist der nationale Dachverband für den Wassersport in Malta und einer von 47 Sportfachverbänden des Malta Olympic Committee. Sein Aufgabenbereich umfasst die Sparten Schwimmsport, Synchronschwimmen, Wasserball und Freiwasserschwimmen; dazu gehört auch die Organisation von Schwimm- und Wasserballwettbewerben auf nationaler und internationaler Ebene. Die Geschäftsstelle befindet sich beim National Pool Complex in der Stadt Gżira. Der Verband ist Mitglied im „Mittelmeer-Schwimmverband“ (Confederation Mediterranée de Natation, COMEN), im europäischen Schwimmverband LEN und im Weltschwimmverband FINA.
1925 wurde der Verband als Amateur Swimming Association of Malta auf Initiative von Anhängern des Wasserballsports gegründet und sogleich in die FINA aufgenommen. Damit Maltas Wasserballmannschaft bei den Olympischen Spielen von 1928 in Amsterdam ihren ersten internationalen Auftritt absolvieren konnte, wurde noch im gleichen Jahr eigens ein Olympisches Komitee für die damalige Kronkolonie gegründet. Das erste Spiel, das zugleich die Premiere Maltas bei Olympischen Spielen war, gewann das Team mit 3 zu 1 gegen Luxemburg.
Im Jahr 2000 erhielt der Verband auf Beschluss einer Generalversammlung seinen heutigen Namen Aquatic Sports Association of Malta.